# Sangue a Ca' Foscari
Sangue a Ca' Foscari è un film del 1947 diretto da Max Calandri.

## Trama
XIV secolo. La famiglia Visconti, signori di Milano, vorrebbe nominare come nuovo doge di Venezia un proprio uomo, così da asservire ai suoi poteri la fiorente repubblica. Ma la nobiltà veneta non è disposta ad assecondare la sete espansionistica dei Visconti e si oppone a tale piano; alla testa dei rivoltosi viene posto un nobile dalla misteriosa identità, che si presenta con lo pseudonimo di Cavaliere della Rosa, che appare sempre nei momenti più critici delle rivolte.
Con l'aiuto di una giovane donna, i Visconti riescono a scoprire la vera identità del Cavaliere, e fanno in modo che l'uomo sia accusato di un assassinio che non ha commesso e riesce a farlo condannare a morte. Ma la complice dei Visconti, innamoratasi dell'uomo, tenta di farlo fuggire di galera, senza però riuscirci; presa dal rimorso, si uccide avvelenandosi, confessando ad un Padre cappuccino tutta la verità. Il frate così si adopera affinché la verità venga a galla, ed il Cavaliere della Rosa viene così scagionato e gli orditori del complotto vengono invece assicurati alla giustizia.

## Produzione
Girato nel 1945 negli studi veneziani del Cinevillaggio (centro di produzione cinematografica dell'Italia repubblichina, sorto in alternativa a Cinecittà, all'epoca abbandonata a causa della guerra in corso), la pellicola arrivò nelle sale solamente due anni dopo, nel 1947, ed ebbe scarso successo.

## Critiche
(...) Venezia (...) non ha fortuna nel cinema (...). Pare impossibile che non si sappia ritrarre che i luoghi comuni della città. A conti fatti non si può che rimpiangere un'occasione perduta (...). Serato e la Borg non contribuiscono a migliorare le sorti del film (...). (G. Oddone, "Hollywood", n. 42 del 1947).